# Suixi, Zhanjiang
Suixi, även romaniserat Suikai, är ett härad i staden Zhanjiang på prefekturnivå i provinsen Guangdong i sydöstra Kina.
Suixi är indelat i 15 köpingar och en administrativ enhet på sockennivå.
Köpingar (zhen):

- Beipo (北坡镇)
- Caotan (草潭镇)
- Chengyue (城月镇)
- Gangmen (港门镇)
- Hetou (河头镇)
- Huanglüe (黄略镇)
- Jianghong (江洪镇)
- Jianxin (建新镇)
- Jiepao (界炮镇)
- Lemin (乐民镇)
- Lingbei (岭北镇)
- Suicheng (遂城镇)
- Wutang (乌塘镇)
- Yanggan (杨柑镇)
- Yangqing (洋青镇)

Administrativ enhet på sockennivå:
- Guangqian Gongsi (广前公司)